# Грицюк Олександр Костянтинович
Олексан́др Костянти́нович Грицю́к (28 січня 1976 — 16 листопада 2023 року, СІЗО-2 Вязьма, Смоленська область, Росія) — солдат Збройних сил України. Учасник російсько-української війни. Загинув з голоду в російському полоні.

## Біографія
Народився 28 січня 1976 в селі Рудники на Волині. Там зростав, ходив до школи. Згодом здобув освіту будівельника.
Жив у Ківерцях та працював будівельником.
Відразу після початку повномасштабного вторгнення росіян на територію України пішов добровольцем захищати свою батьківщину та служив 110-й бригаді імені Марка Безручка. Служив механіком-водієм механізованого відділення механізованого взводу механізованої роти механізованого батальйону.
10 квітня 2022 року під Новобахмутівкою його разом із товаришами по службі пораненим у голову захопили в полон. Про захоплення Олександра ворогами його родина спочатку дізналася з Інтернету, де було опубліковано відео перев'язки, а згодом Червоний Хрест теж надіслав підтвердження. Під час перебування у полоні в Олександра народився онук.
У грудні 2023 року з дружиною полоненого зв'язалися від уповноваженого ВРУ з прав людини Дмитра Лубинця і дали знати, що можна передати речі та лист, що дружина і зробила, проте як згодом стало відомо на той час, Олександр Грицюк вже був мертвий. Потім від іншого полоненого дружина дізналася, що з Олександра в полоні знущалися. У січні 2024 року сім'ї військового повідомили, що його тіло отримали від російської сторони у грудні 2023 року.
При пізнанні тіла патологоанатом заявив, що вага тіла була менше 50 кілограм, голова синя, ніc зламаний, пальці без нігтів, при тому, що за життя він при зрості 180 см важив 110—120 кг. За інформацією інших полонених, росіяни його дуже жорстко били кожного дня за те, що він був із Західної України, і майже не годували, а іноді давали залишки собачої їжі з додаванням вовни собак .
22 лютого 2024 року відбувся похорон, відспівування у Свято-Миколаївському храмі УПЦ міста Ківерці провів Олександр Кондратюк. Поховали Олександра на Алеї Слави міського цвинтаря з військовими почестями .